# Inside Politics
Inside Politics é um talk show estadunidense, transmitido pela CNN e apresentado por John King. O programa é gravado nos estúdios da CNN em Washington, DC.

## História
O programa foi originalmente transmitido por mais de 20 anos. De 1993 a junho de 2005, Judy Woodruff foi a anfitriã. Ela decidiu não renovar seu contrato com a CNN, para focar em sua carreira como escritora e produtora de documentários.  A série foi inicialmente cancelada devido a baixa audiência em junho de 2005, antes de seu retorno em 2014.
Em janeiro de 2014, a rede anunciou que o Inside Politics retornaria a partir de 2 de fevereiro de 2014, apresentado pelo principal correspondente nacional da CNN, John King, discutindo as notícias políticas da semana.